# 朱巴航空
朱巴航空是索马里的一家航空公司，运营索马里国内和国际航班。其国内航班覆盖摩加迪休、博萨索、加勒卡約和哈尔格萨等城市，国际航班则通达中东各国。此外，朱巴航空亦经营货运航班。  

## 历史
朱巴航空由现居卡尔加里的索马里企业家赛义德·努尔·卡利耶于1998年创立，总部设于摩加迪沙。 
同年，朱巴航空开通了沙迦直飞摩加迪休的首条航线。 
2009年，航空公司总部从索马里摩加迪休的亚丁·阿德国际机场 迁至肯尼亚奈洛比， 同时在索马里、吉布提、沙特阿拉伯、阿拉伯联合酋长国和乌干达开设了分公司 ，填补了已停业的索马里航空公司留下的市场空白。 

## 航点
截至2024年5月，朱巴航空有以下航点： 
| 国家             | 城市     |                             |
| ---------------- | -------- | --------------------------- |
| 吉布提           | 吉布提市 | 吉布提-安布利国际机场       |
| 肯尼亚           | 内罗毕   | 乔莫·肯雅塔国际机场         |
| 沙特阿拉伯       | 吉达     | 阿卜杜勒-阿齐兹国王国际机场 |
| 索马里           | 阿达多   | 阿达多机场                  |
| 索马里           | 拜多亞   | 拜多阿机场                  |
| 索马里           | 博萨索   | 班達卡西姆國際機場          |
| 索马里           | 加勒卡約 | 阿卜杜拉希·优素福机场       |
| 索马里           | 加罗韦   | 加罗韦机场                  |
| 索马里           | 古列尔   | 古列尔机场                  |
| 索马里           | 基斯马尤 | 基斯马尤机场                |
| 索马里           | 摩加迪休 | 亚丁·阿德国际机场           |
| 索马里           | 哈尔格萨 | 埃加勒国际机场              |
| 阿拉伯联合酋长国 | 杜拜     | 迪拜国际机场                |

## 机队

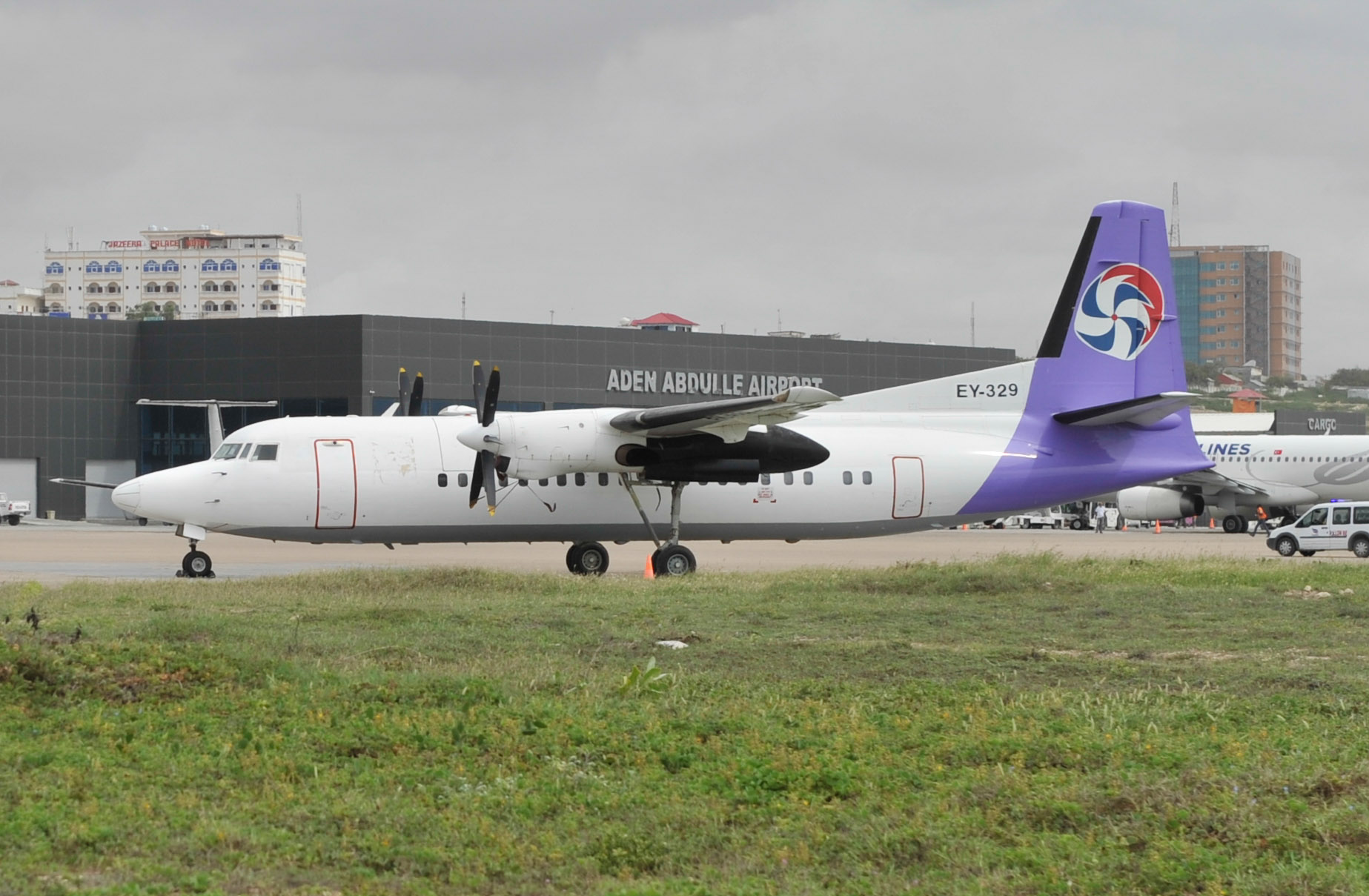
朱巴航空的福克50

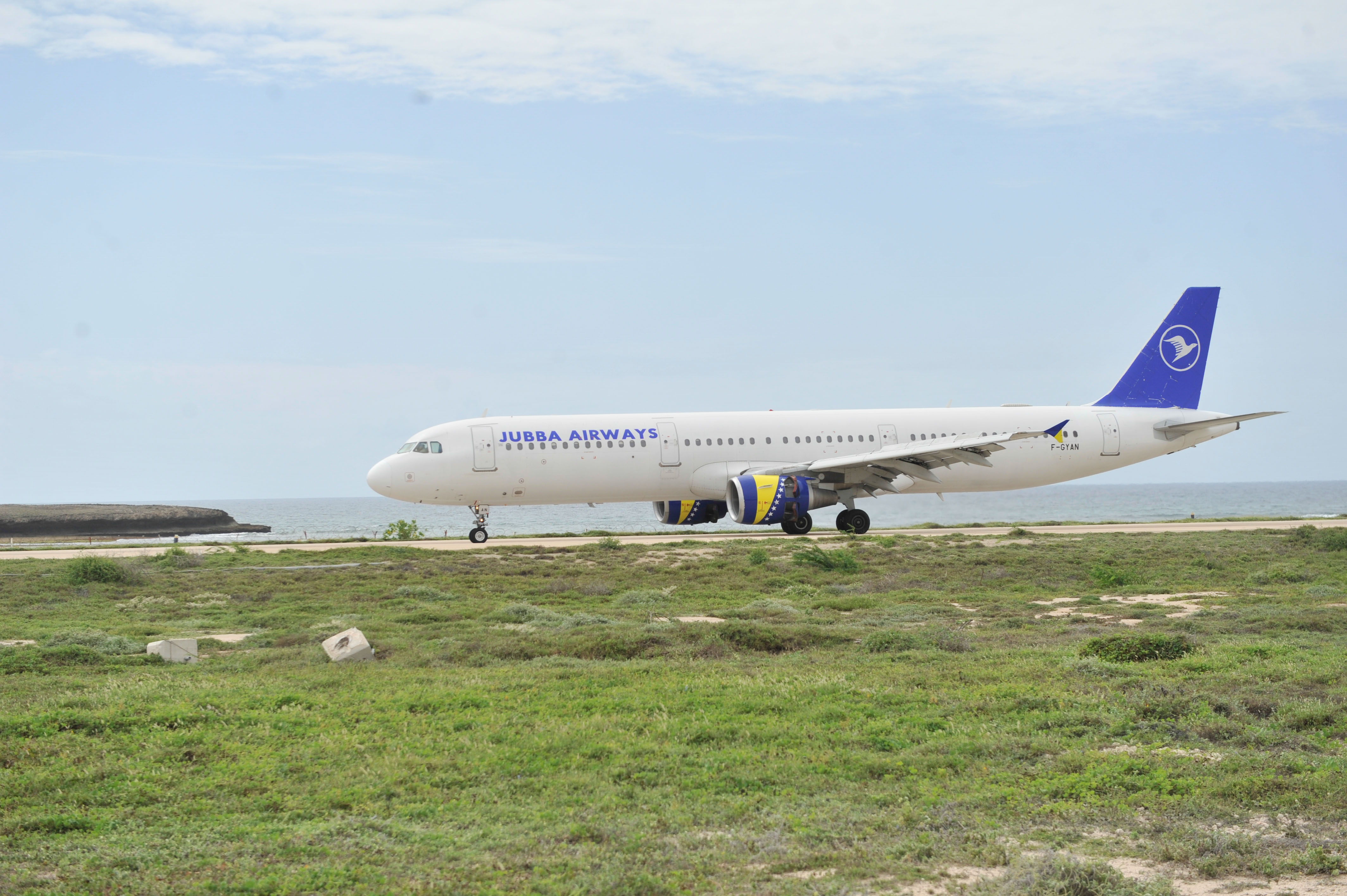
朱巴航空租赁的空中客车A321（现已停用）

截止目前，朱巴航空仅拥有一架福克50客机，其他客机均已停用。 